# Fotolog.com
Fotolog.com, iniciat com Fotolog.net, va ser el lloc web de publicació de fotografies més gran del món dedicat a blogs fotogràfics, coneguts genèricament com a fotologs. Recentment, Fotolog.com ha sorgit amb el seu nou eslògan: Share your world with the world (en català: Comparteix el teu món amb el món).

## Història
Creat al maig de 2002 com Fotolog.net per Scott Heiferman, Adam Seifer i una tercera persona coneguda només com a Spike. Al desembre de 2005 el lloc va canviar el seu nom a Fotolog.com.
És la xarxa social de publicació de fotografies més gran del món dedicada a blogs fotogràfics. Els seus usuaris podien carregar fotografies i un petit text, dins el concepte inicial de ser un diari fotogràfic. En el seu moment àlgid va ser la vintena pàgina amb més trànsit del món, mb vint milions d'usuaris únics mensuals.
El 7 de gener de 2016, Fotolog.com va anunciar el seu tancament, deixant milions d'usuaris orfes de les seves fotografies a partir del 20 de febrer, però la pàgina va seguir funcionant, i en 2018 amb l'equip de Telefónica va canviar l'aparença i logo, i finalment en 2020 va tancar.

## Usuaris
A Fotolog.com, no es pot assegurar el predomini d'un sol estil o tipus d'usuari, ja que aquests són molt diversos i distints entre si; a més, un mateix usuari pot pujar fotos de diferents classes. No obstant això, els tipus de fotos predominants són les fotos personals dels propis usuaris, paisatges, moda, esportius, musicals...
Fotolog ofereix dues tipus de compte: gratuït i de pagament. La versió gratuïta conté publicitat i té límits com que un usuari només pot carregar una fotografia cada dia o tenir vint comentaris. Els usuaris de pagament, coneguts com a "Gold" o "Gold Camera patrons" poden carregar fins a 6 fotos cada dia, tenir 200 comentaris per cada foto o tenir un capçal fotogràfic, entre altres avantatges.
Ambdós tipus de compte poden personalitzar la seua pàgina i afegir a altres usuaris a la seua llista de "Amics/Favorits" (coneguda popularment com a f/f).

## Gran creixement del lloc
Durant els mesos del segon trimestre de 2008, Fotolog va experimentar un sorprenent augment de trànsit. Dit augment va produir grans errors en els servidors, ja que no estaven preparats per una tal magnitud de visites. Aquests errors porten un temps considerable, el que produeix el descontentament de gran part dels usuaris, sobretot dels qui posseeixen un compte Gold Camera (càmera daurada). Actualment Fotolog es troba incorporant nous servidors, i els tècnics es troben realitzant treballs tals com traspàs i actualització de dades, per assolir acabar amb els errors en la pàgina. El 30 de juliol de 2007, Fotolog va arribar als 10 milions de comptes creats. En el transcurs d'11 mesos, el lloc va créixer de tal manera, que aquest nombre va ser gairebé duplicat, superant els 18 milions de comptes creats en l'actualitat. És clar que el lloc va créixer molt en poc temps, i que seguirà sent així, concordant això amb els errors que darrerament es produeixen. Amb la incorporació de nous idiomes, i les constants actualitzacions que es realitzen per millorar la pàgina i agilitar el seu ús, Fotolog aconsegueix nous mercats en major quantitat de països, i és un dels llocs web més visitats del món.

## Idiomes
En un principi la interfície de Fotolog estava en set llengües: alemany, anglès, castellà, francès, holandès, portuguès i suec.
L'1 de juny de 2008, diferents usuaris catalans del popular web de fotografies van iniciar una campanya online per a reclamar la traducció de la interfície de Fotolog al català: flog.cat.
Per aconseguir-ho, els organitzadors d'aquesta iniciativa demanen als usuaris d'aquesta xarxa social que s'adscriguin a un manifest per assolir l'objectiu d'aquesta actualització en llengua catalana, i ho fan a través d'un nou portal ideat per aplegar la comunitat de "fotologers" catalans, amb arguments com que el Principat de Catalunya ocupa la primera posició en nombre de fotologs existents, seguida pel País Valencià, que 4.500 usuaris han triat Andorra com el seu país.
Finalment, en febrer de 2009, Fotolog.com va incorporar el català/valencià a la seua interfície, juntament amb altres quatre llengües: txec, basc, italià i polonès, ampliant el nombre d'idiomes disponibles a 12.